# Xã Douglass, Quận Butler, Kansas
Xã Douglass (tiếng Anh: Douglass Township) là một xã thuộc quận Butler, tiểu bang Kansas, Hoa Kỳ. Năm 2010, dân số của xã này là 2.171 người.